# Сидэхара, Кидзюро
Барон Кидзюро Сидэхара (яп. 幣原 喜重郎 Сидэхара Кидзю:ро:, 13 сентября 1872 — 10 марта 1951) — политический деятель, заметный дипломат межвоенного периода, а также премьер-министр Японии с 9 октября 1945 по 22 мая 1946 года. Он был ярым сторонником пацифизма в Японии, как до так и после Второй мировой войны. Кроме того он был последним премьер-министром входившим в состав кадзоку. Его жена, Масако, была четвёртой дочерью Ивасаки Ятаро — основателя дзайбацу «Мицубиси».

## Биография

### Ранние годы и карьера

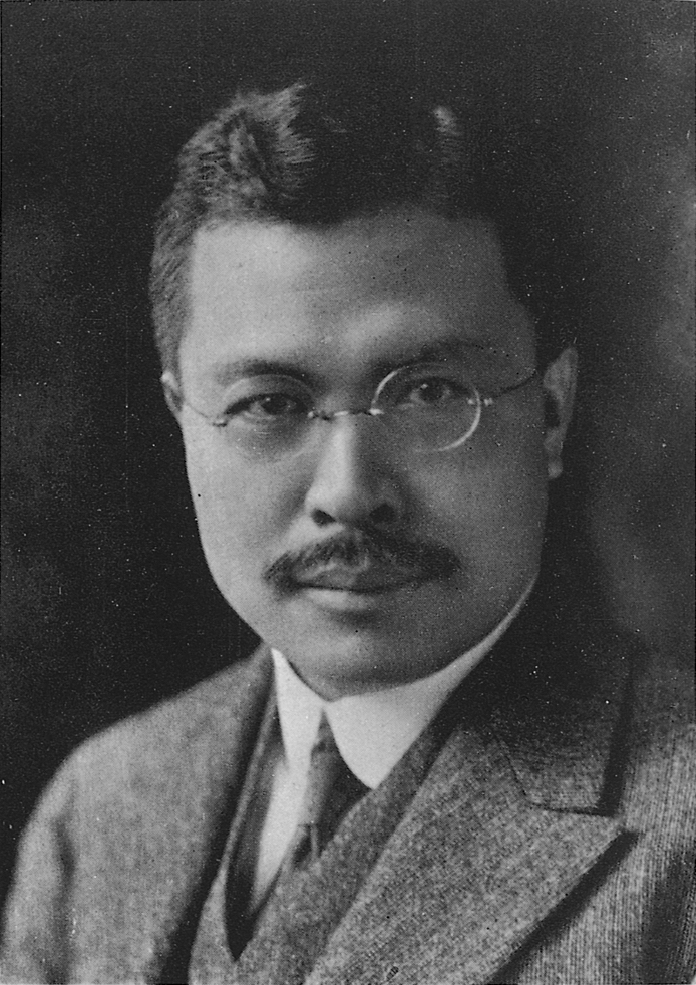
Сидэхара в годы дипломатической службы

Сидэхара родился в городе Кадома, префектура Осака. Его отец был первым президентом Тайбэйского императорского университета. Сам Сидэхара окончил в 1895 году Токийский университет по специальности юриспруденция. После окончания университета он получает должность в Министерстве иностранных дел, там, в 1896 году, Сидэхару назначают на его первую дипломатическую должность в совет города Инчхон, Корея.
Впоследствии Сидэхара служил в Японских посольствах в Лондоне, Антверпене и Вашингтоне и, будучи послом на территории Нидерландов, в 1915 году он возвращается в
Японию.
В 1915 году Сидэхара становится заместителем министра иностранных дел, и вплоть до 1919 года занимает эту должность при пяти различных министрах иностранных дел. В 1919 году назначен послом в Соединённых Штатах, являлся представителем японской делегации на протяжении Вашингтонской конференции. Его дипломатические действия привели к возвращению провинции Шаньдун Китаю. Несмотря на это, при Сидэхаре Соединённые Штаты ввели новые дискриминационные иммиграционные законы против японцев, что породило в Японии волну недоброжелательности.
В 1920 году Сидэхара вошёл в состав высшей японской аристократии кадзоку (яп. 華族, цветы народа) ему был присвоен титул дансяку (яп. 男爵, барон), и уже в 1925 году он занимает место в Палате пэров.

### Первый срок на посту министра иностранных дел
В 1924 году Сидэхара становится министром иностранных дел в кабинете премьер-министра Като Такааки, и продолжает занимать эту должность при премьер-министре Вакацуки Рэйдзиро. Несмотря на растущие милитаристские настроения, Сидэхара пытался сохранить дружественные отношения с Великобританией и Соединёнными Штатами, и воспрепятствовать интервенционистской политике в отношении Китая. В своей вступительной речи перед японским парламентом он обязался следовать принципам Лиги Наций и недавно заключённым вашингтонским договорённостям.
В 20-х годах стало нарицательным понятие «дипломатия Сидэхары», которое описывало примирительную внешнюю политику Японии в этот период. В октябре 1925 года он удивил делегатов Пекинской таможенной конференции настояв на признании тарифной автономии Китая. В марте 1927 года, во время нанкинского инцидента, он отказался принять подготовленный другими иностранными державами ультиматум, который грозил расплатой гоминьдановским армиям Чан Кайши за их нападение на иностранные посольства и поселения в Нанкине.
Военные были недовольны политикой Сидэхары, что стало одной из основных причин смещения администрации премьер-министра Вакацуки в апреле 1927 года.

### Второй срок на посту министра иностранных дел

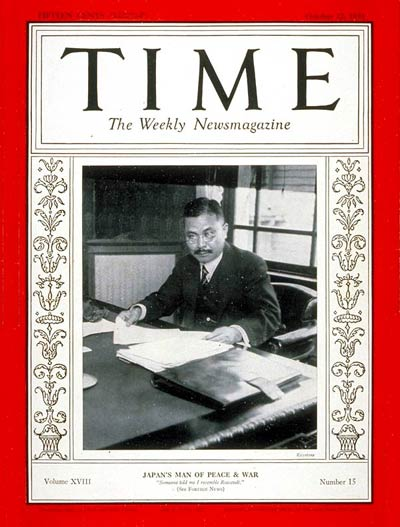
Кидзюро Сидэхара на обложке журнала «TIME», 12 октября 1931

В 1929 году Сидэхара снова занимает пост министра иностранных дел в кабинете премьер-министра Осати Хамагути. Он предпринимает попытки по восстановлению дипломатических отношений с Чан Кайши и Гоминьданом, правительство которых, казалось бы, уже закрепились в Китае. Однако правительство Танака Гиити в предыдущие два года провело несколько удачных вторжений на территорию Китая. Поэтому политика Сидэхара опять вступала в противоречие с интересами военных, которые считали такие действия ослаблением государства. Ко всему этому, из-за принятия Сидэхарой положений Лондонской морской конференции в апреле 1930 года, его политика компромисса с Западом подверглась резкой критике, что вызвало в Японии глубокий политический кризис.
Когда Осати был серьёзно ранен при покушении на убийство, Сидэхара временно исполнял обязанности премьер-министра с ноября 1930 по апрель 1931 года. В сентябре 1931 года в результате маньчжурского инцидента квантунская армия без санкции правительства вторглась и оккупировала Маньчжурию. Это событие стало крахом надежд Сидэхары по мирному урегулированию отношений с Китаем, и концом его карьеры в роли министра иностранных дел.
В октябре 1931 года Сидэхара попал на обложку журнала «TIME» под заголовком «Японец Войны и Мира»
В дальнейшем Сидэхара сохранил место в правительстве как член Палаты пэров, он оставался в тени вплоть до окончания Второй мировой войны.

### Премьер-министр
Несмотря на преклонный возраст и во многом благодаря своей проамериканской репутации Сидэхара назначается на пост второго послевоенного премьер-министра, он занимает эту должность с 9 октября 1945 по 22 мая 1946 года. В качестве премьера Сидэара выступал за сохранение императорской системы в Японии. В это же время Сидэхара становится президентом Прогрессивной партии Японии (яп. 日本進歩党 Нихон Симпото:).
Руководствуясь инструкциями Дугласа Макартура кабинет Сидэхары подготавливает черновой вариант конституции и 8 февраля 1946 года он передаётся на рассмотрение американского командования, которое признаёт его совершенно негодным. Конституция в этом варианте претерпела лишь косметические изменения, так, например, предусматривалось сохранение тайного совета в качестве стоявшего над правительством и парламентом консультационного органа при императоре. Впрочем, Макартур утверждал, что именно Сидэхара настаивал на включение знаменитой девятой статьи в новую конституцию, однако его роль в этом вопросе до сих пор неоднозначна.
Кабинет Сидэхары ушёл в отставку на первых послевоенных выборах, когда Либеральная партия набрала большинство и премьер-министром стал Сигэру Ёсида. Годом позже, после того как премьер-министр Тэцу Катаяма формирует социалистический кабинет, Сидэхара присоединяется к либеральной партии Ёсиды. Сидэхара становится спикером Палаты представителей в 1949 году. Сидэхара умирает от сердечного приступа в 1951 году.
В том же 1951 году были изданы мемуары Сидэхары «50 лет дипломатии» (яп. 外交五十年 Гайко: годзю:нэн).